# 277
Cette page concerne l'année 277  du calendrier julien. Pour l'année 277 av. J.-C., voir 277 av. J.-C. Pour le nombre 277, voir 277 (nombre).
L'année 277 est une année commune qui commence un lundi.

## Événements
- L'empereur romain Probus quitte l'Asie mineure après ses victoires sur les Goths et passe les Détroits au début de l'année avec ses troupes pour intervenir en urgence contre les Barbares en Occident. Son armée prend la route des Balkans, puis après Aquilée passe les Alpes par les voies Postumia et Claudia Augusta, pendant qu'il se rend à Rome pour se faire reconnaitre par le Sénat[1].
- Printemps : Probus entame une campagne en Gaule contre les Germains (Zosime cite les Francs, les Alamans, les Burgondes et les Vandales). Il aurait libéré 60 villes en Gaule, massacré 400 000 barbares et repoussé les autres au-delà du Jura souabe et du Neckar[1]. Il franchit le Rhin, réoccupant partiellement les champs Décumates et réorganise la défense rhénane. Il prend à sa solde 16 000 barbares.

## Décès en 277
- 26 février : date probable de la mise à mort du prophète Mani par le roi sassanide Bahram Ier [2], à Gundishapur.